# Brahmina vartiani
Brahmina vartiani är en skalbaggsart som beskrevs av Rudolph Petrovitz 1980. Brahmina vartiani ingår i släktet Brahmina och familjen Melolonthidae. Inga underarter finns listade.